# قرار مجلس الأمن التابع للأمم المتحدة رقم 1395
قرار مجلس الأمن التابع للأمم المتحدة 1395، الذي اتخذ بالإجماع في 27 فبراير 2002 ، بعد إعادة تأكيد القرار 1343 (2001) الذي فرض جزاءات على ليبريا لدعم المتمردين خلال الحرب الأهلية في سيراليون ، أعاد المجلس إنشاء فريق خبراء لرصد الامتثال للقيود المتعلقة بالحظر المفروض على الأسلحة والماس الخام غير الرسمي من سيراليون.

## وصلات خارجية
- Text of the Resolution at undocs.org